# Ong Keng Yong
Ong Keng Yong ( âm thanh) (tiếng Trung: 王景荣; bính âm: Wáng Jǐngróng hán-Việt: Vương Cảnh Vinh), sinh ngày 6 tháng 1 năm 1955, là nhà ngoại giao người Singapore. Ông từng đảm nhiệm vai trò Tổng thư ký ASEAN của Hiệp hội các quốc gia Đông Nam Á (ASEAN) từ 2003 năm 2007, và là Cao ủy của Singapore đến Malaysia cho đến năm 2014. Sau đó, ông đã tiếp đại sứ Barry Desker và được coi như ở vị trí của 'Phó Chủ tịch điều hành' của S. Rajaratnam School of International Studies.
Ông được đào tạo tại Đại học Singapore, tốt nghiệp với bằng Cử nhân Luật (Honours) và sau đó tại đại học Georgetown ở Washington DC, USA, nơi ông nhận bằng Thạc sĩ Văn học trong Ả Rập. Ông gia nhập Bộ Ngoại giao, Singapore vào tháng 6 năm 1979. Ông đã có mặt trên thông tin đăng ngoại giao Ả Rập Saudi (1984-1988), Malaysia (1989-1991) và Hoa Kỳ (1991-1994). Từ năm 1994 đến 1996, ông là người phát ngôn của Bộ Ngoại giao. Từ năm 1996 đến 1998, ông là Cao ủy của Singapore đến Ấn Độ, đồng thời Đại sứ Nepal. Từ năm 1998 đến 2002, ông làm việc như một trợ lý quan trọng đối với Thủ tướng Goh Chok Tong, để lại công việc đó vào năm 2002. Từ năm 1999 đến năm 2002, Ông là đồng thời Giám đốc điều hành của Hiệp hội nhân dân tại Singapore, cũng là Phó Tổng thư ký tại Bộ Thông tin, Truyền thông và Nghệ thuật.
Ông là thành viên của Hội đồng quản trị của Trung tâm tài nguyên nhân quyền, trụ sở tại Đại học Indonesia tại Jakarta. Ông cũng là một thành viên Hội đồng quản trị của Viện Nghiên cứu lúa gạo quốc tế (IRRI) Quỹ Singapore và Quỹ Châu Á Singapore. Ong là trong Hội đồng toàn cầu của Asia Society ở New York.